# Corrado Alvaro
Corrado Alvaro (n. 15 aprilie 1895, San Luca, Calabria, Italia – d. 11 iunie 1956, Roma, Italia) a fost poet, prozator, memorialist și jurnalist italian, exponent al literaturii moderne europene.

## Opera
- 1917: Poezie gri-verzuie ("Poesie grigioverdi");
- 1920: Douăzeci de ani ("Vent'anni ");
- 1926: Omul în labirint ("L'uomo del labirinto");
- 1929: Armata de la fetreastră ("L'amata alla finestra");
- 1930: Oameni din Aspromonte ("Gente in Aspromonte");
- 1933: Itinerar italian ("Itinerario italiano");
- 1946: Vârsta cea scurtă ("L'età breve");
- 1950: Aproape o viață ("Quasi una vita");
- 1952: Vremurile noastre și speranța ("Il nostro tempo e la speranza").